# Pishgaman Yazd/Saison 2014
Dieser Artikel listet Erfolge und Fahrer des Radsportteams Pishgaman Yazd in der Saison 2014 auf.

## Erfolge in der UCI Asia Tour
In den Rennen der Saison 2014 der UCI Asia Tour gelangen die nachstehenden Erfolge.
| Datum       | Rennen                                  | Kat. | Fahrer          |
| ----------- | --------------------------------------- | ---- | --------------- |
| 11. Mai     | Iranische Meisterschaft – Straßenrennen | CN   | Rahim Ememi     |
| 9. Juni     | 3. Etappe Tour de Singkarak             | 2.2  | Ramin Mehrabani |
| 10. Juni    | 4. Etappe Tour de Singkarak             | 2.2  | Rahim Ememi     |
| 7.–15. Juni | Gesamtwertung Tour de Singkarak         | 2.2  | Amir Zargari    |
| 20. Juni    | 4. Etappe Tour of Iran                  | 2.1  | Rahim Ememi     |

## Mannschaft
| Name                              | Geburtstag        | Nationalität | Team 2013                 |
| --------------------------------- | ----------------- | ------------ | ------------------------- |
| Hossein Askari (ab 18. Oktober)   | 23. März 1975     | Iran         | Tabriz Petrochemical Team |
| Behnam Ariyan (bis 31. Mai)       | 11. April 1990    | Iran         | Neoprofi                  |
| Hamid Beikkhormizi                | 8. Januar 1992    | Iran         | Neoprofi                  |
| Rahim Ememi                       | 17. Mai 1982      | Iran         | RTS-Santic Racing Team    |
| Ramin Mehrabani                   | 18. Februar 1986  | Iran         | RTS-Santic Racing Team    |
| Arvin Moazzemi                    | 26. März 1990     | Iran         | Ayandeh Continental Team  |
| Hossein Nateghi (ab 25. Mai)      | 8. Februar 1987   | Iran         | Tabriz Petrochemical Team |
| Mohammad Rajablou                 | 6. April 1985     | Iran         | Ayandeh Continental Team  |
| Naser Rezavi                      | 26. November 1989 | Iran         | Neoprofi                  |
| Moezeddin Seyed Rezaei            | 27. Mai 1979      | Iran         | Vali ASR Kerman (2011)    |
| Mohammad Mehdi Seyed Rezaei       | 25. Oktober 1992  | Iran         | Neoprofi                  |
| Mostafa Seyed Rezaei (ab 25. Mai) | 6. August 1984    | Iran         | Vali ASR Kerman (2011)    |
| Aliakbar Zarei                    | 20. Januar 1995   | Iran         | Neoprofi                  |
| Amir Zargari                      | 31. Juli 1980     | Iran         | RTS-Santic Racing Team    |